# Cocorná

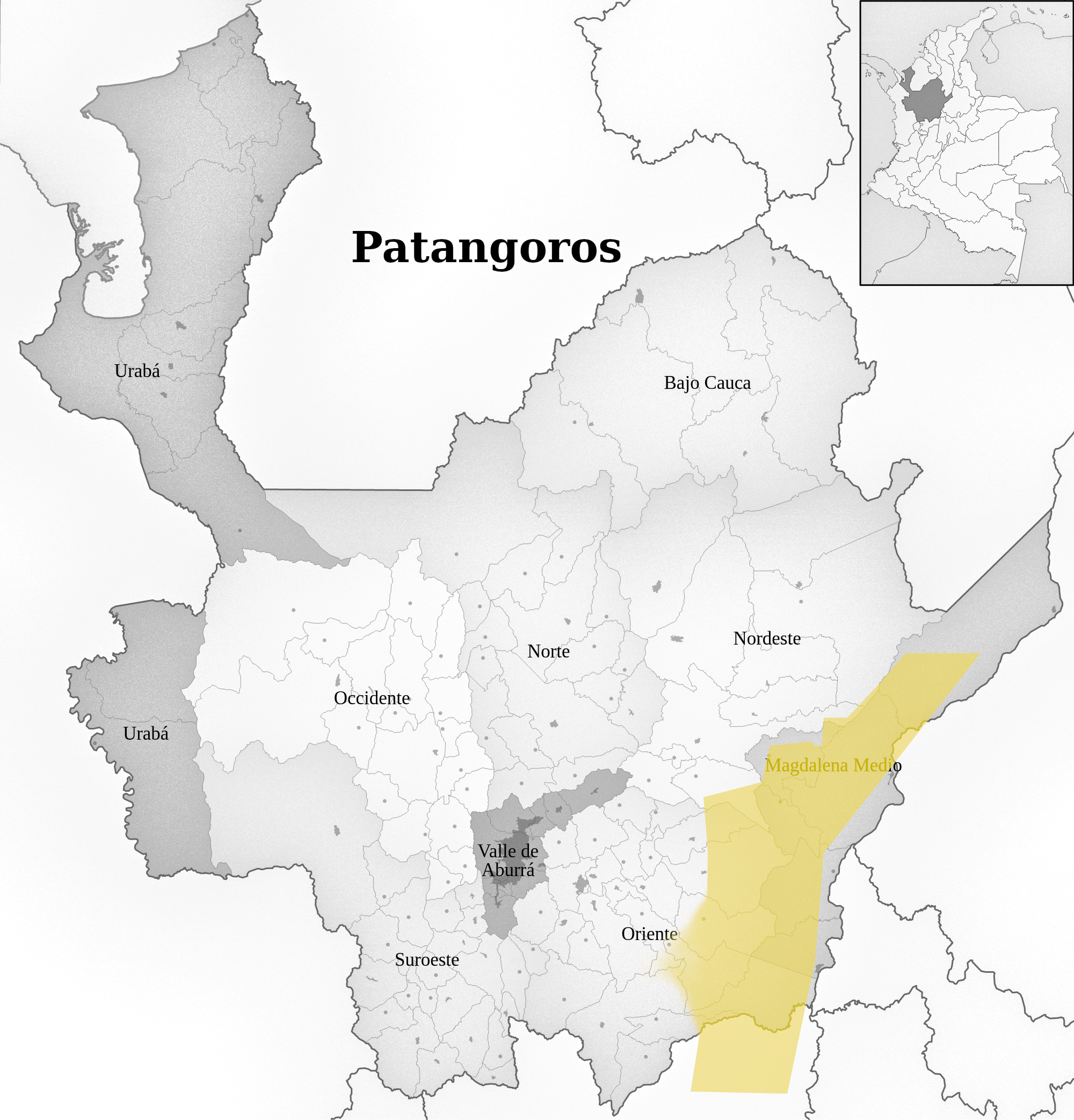
Indígenas patangoros

Cocorná es un municipio de Colombia, localizado en la subregión Oriente del departamento de Antioquia. Limita por el Norte con los municipios de El Santuario y Granada, por el este con los municipios de Granada, San Luis y San Francisco, por el sur con los municipios de Sonsón y Carmen de Viboral y por el oeste con el municipio del Carmen de Viboral. Su cabecera dista 80 kilómetros de la ciudad de Medellín, capital del departamento de Antioquia. El municipio posee una extensión de 211 kilómetros cuadrados.

## Toponimia
Cocorná toma su nombre de la palabra Pantogora Cocozna que significa Tierra de animales.

## Historia
Al ser finalmente sometidos los indígenas, se fueron de la comarca y sus descendientes regresaron a ella cuando estaba ya evangelizada y en manos de la cultura ibérica.
Los registros hablan de que en 1714 se expidió por acá el primer título de tierras a un ciudadano español, don Francisco Manzueto Giraldo, y la región empezó a depender del municipio de El Peñol en lo administrativo. Las tierras del señor Manzueto tuvieron luego varios herederos y propietarios que se asentaron y fueron conformando la comunidad. El poblado definitivo de Cocorná comenzó a formarse en 1780 con veinte familias de la población vecina de Marinilla a las cuales se les adjudicó la propiedad en 1791, y quienes se consideran oficialmente sus fundadores. Su erección como municipio fue en 1864.
Algunos historiadores afirman que los indígenas originales de la región fueron los Tahamíes, otros en cambio, que los Pantágoras. Los demás se inclinan por los Catíos, pero no parece existir certeza a este respecto.
Es un municipio bañado por múltiples fuentes de agua. Cascadas, charcos y quebradas, lo han convertido en Centro Turístico por excelencia.

## División Político-Administrativa
Aparte de su Cabecera municipal. Cocorná tiene bajo su jurisdicción los siguientes Centros poblados:
- El Molino
- La Piñuela

## Generalidades
- Fundación: El 14 de febrero de 1793
- Erección en municipio: Desde la independencia hasta la constitución de Rionegro cada Presidente cambiaba la división territorial y en consecuencia las poblaciones pasaban a denominarse de diferentes maneras: Comarcas, aldeas, cantones, municipios etc. Por eso fijar 1864 como fecha de erección del municipio de Cocorná es arriesgada y hay que sustentarla más.
- Fundadores: Familias del municipio de Marinilla
- Apelativo: “Paraíso de charcos y cascadas”.

Los cronistas que narran la entrada de los conquistadores al Oriente Antioqueño son fray Pedro Aguado y fray Antonio Medrano, en su Recopilación Historial Capítulo XIV del LIBRO 10.º, "en el cual se escribe la disposición de la tierra de los términos de Victoria y los Remedios por ser toda una gente y lengua; escribese la manera de los naturales de ella y la diferencia de gente que hay, y algunas generales costumbres que a todos los Patangoras se extienden, y la causa por qué son llamados Patangoras".
Además en el LIBRO 8 Capítulo 7 nos cuenta: "Hernando de Çafra, después de haber dado asiento en la gente de Ortana y dejádola con quietud en sus casas, pasó adelante a otra poblazón llamada Cocozna, que en aquella lengua es tanto como decir tierra de animales. La lengua de estos indios es la propia que de los de las poblazones de atrás. Halló Çafra los naturales de esta población ausentados; pero desque tuvieron noticia del buen tratamiento que Çafra hacía a los indios y había hecho en los pueblos de atrás (Ortanaes), se vinieron a sus casas y se pacificaron y quietaron, sujetándose al yugo de la servidumbre, sin haberlo desechado de sobre sí hasta hoy. Y después de haber dejado pacíficas estas poblazones y naturales de ellas, se volvió Çafra a Vitoria con sus compañeros, donde fue recibido con gran contento del capitán Salinas por haber dejado pacífica la tierra, que había ido a pacificar, sin derramamiento de sangre".
El Cacique Cocorná no existió, veamos lo que dice el cronista Fray Pedro Aguado "La mayor parte de los naturales de estas dos ciudades son llamados por los españoles patangoros, porque demás de ser toda una lengua y habla, usan en ella de muchos vocablos de patan, como patami, patania, patamita, patamera, patanta, que es como decir no hay, no sé, no quiero, y por aquí van discurriendo. De esta gente patangora hace mucha diferencia la que llaman los amanies, que es gente más pulida y de más razón y más belicosa y que come carne humana, y en la lengua diferencia alguna cosa, y en las costumbres mucho más. Esta gente patangora poblada en lugares altos, por familias y parentelas que de parte de las mujeres proceden. Como adelante se dirá, no hay entre ellos prosapia de señores caciques ni capitanes. Solamente tienen veneración a sus mayores o al pariente que por su antigüedad y valor de persona y fecundia de hijos lo merece, y a este tal respetan con veneración de señor, pero no para que tenga jurisdicción ni señorío domiciliario sobre ellos, excepto que cuando ha de haber guerras, al tal veneran como a capitán...(Fray Pedro Aguado, Recopilación Historial, Capítulo Decimocuarto).
Son estas evidencias las que me han permitido afirmar desde 1990, que los pobladores de las tierras del Oriente Antioqueño y lógicamente de Cocorná fueron los Pantogoras.
Los historiadores siempre han ubicado a los catios entre el Mar Caribe y el Río Cauca y nunca en el Oriente Antioqueño.
La única referencia de los Tahamíes por los Cronistas la hace Fray Pedro Simón, Tomo VI Capítulo XVI y en el Capítulo XXIX dice El Capitán Gaspar de Rodas"...salió de Antioquia, hasta llegar a la boca del valle de San Andrés, llevando también consigo a don Pedro Amato, cacique del pueblo Tahamí que no era menos culpable en la muerte de Valdivia..."; Y la primera población que encontraron en este valle fue Cuerquía.
Creemos que el Sabio médico Don Manuel Uribe Angel se equivocó al localizar a los Tahamies en el Oriente antioqueños confundiéndolos con los Amanies "los de afuera" quienes hacían parte de los Patangoras.
Sobre el origen del nombre de Cocorná me inclino a pensar que viene de la palabra Pantogora COCOZNA "tierra de animales"; Si Dios le prometió al pueblo elegido, que eran pastores, tierras con ríos de leche y miel, que le hubiera prometido a un pueblo de cazadores?; Lógicamente una tierra con abundantes animales.
No hay ninguna evidencia de le existencia del cacique Cocorná, es más el Doctor Luis Duque Gómez en la "Historia Extensa de Colombia, Libro 1 Tomo II), dice que "los pantogoras no tenían establecido el cacicazgo, escogían un líder en cazo de guerras, y los gobernaba un concejo de ancianos", por lo tanto el cacique Cocorná no existió por lo menos en nuestro pueblo.
El Cacique Cocorná no existió, veamos lo que dice el cronista Fray Pedro Aguado "La mayor parte de los naturales de estas dos ciudades son llamados por los españoles patangoros, porque demás de ser toda una lengua y habla, usan en ella de muchos vocablos de patan, como patami, patania, patamita, patamera, patanta, que es como decir no hay, no sé, no quiero, y por aquí van discurriendo. De esta gente patangora hace mucha diferencia la que llaman los amanies, que es gente más pulida y de más razón y más belicosa y que come carne humana, y en la lengua diferencia alguna cosa, y en las costumbres mucho más. Esta gente patangora poblada en lugares altos, por familias y parentelas que de parte de las mujeres proceden. Como adelante se dirá, no hay entre ellos prosapia de señores caciques ni capitanes. Solamente tienen veneración a sus mayores o al pariente que por su antigüedad y valor de persona y fecundia de hijos lo merece, y a este tal respetan con veneración de señor, pero no para que tenga jurisdicción ni señorío domiciliario sobre ellos, excepto que cuando ha de haber guerras, al tal veneran como a capitán...(Fray Pedro Aguado, Recopilación Historial, Libro Décimo, Capítulo Decimocuarto).
No se tiene una fecha exacta de fundación, pues en 1793 ya existía una capilla y varias casas a su alrededor.
Frente a la afirmación de que Cocorná fue fundada por el presbítero Jorge Ramón de Posada y Mauriz hay que tener en cuenta que el padre Posada inició su ministerio en Marinilla el 4 de agosto de 1787, pues él nació en Medellín el 23 de abril de 1756, o sea que es imposible que Cocorná fuera fundado por el padre Jorge Ramón de Posada. 

## Demografía
Población Total: 15 444 hab. (2018)
- Población Urbana: 6 293
- Población Rural: 11 007

Alfabetismo: 79.5% (2005)
- Zona urbana: 87.2%
- Zona rural: 76.5%

### Etnografía
Según las cifras presentadas por el DANE del censo 2005, la composición etnográfica del municipio es:
- Mestizos & Blancos (99,8%)
- Afrocolombianos (0,2%)

## Vías de comunicación
Está comunicado por carretera con los municipios de El Santuario, San Luis, Granada y San Francisco.
Se comunica con la autopista Medellín- Bogotá por una carretera pavimentada de 6.3 km, 10 minutos en automóvil.

## Economía
- Turismo es por vocación y por su enorme riqueza hídrica, y sus excelentes condiciones geográficas y climáticas que permiten la realización de diferentes actividades como: Parapente; Senderismo, Torrentismo, avistamiento de aves, canyoning, kayaking, entre otras; por esta razón el turismo ecológico y de aventura una de las entradas importantes del municipio.
- En Agricultura: Café, Yuca, Caña, Plátano, Guayaba, Cítricos, Frutales
- Ganadería: Ganado Vacuno
- Minería
- Industrias: Confecciones, Canastos, Muebles en Guadua, Tejidos, Pintura en Tela, Maderas, Conservas varias, Vinos.

## Fiestas
- Fiestas de la Molienda en diciembre
- Fiestas de la Trova Paisa y el chocolate el 20 de agosto.
- Día del Municipio, los 20 de agosto.
- Fiestas del Retorno en enero

## Gastronomía
- Especialidades del distrito: Sancocho y Panela
- Cocina tradicional antioqueña, asados.